# Guillermo Ramírez
Guillermo „Pando” Ramírez Ortega (ur. 26 marca 1978 w Livingston, Gwatemala) – gwatemalski piłkarz, grający na pozycji pomocnika. Mierzy 180 cm wzrostu.

## Kariera klubowa
Ramírez rozpoczął karierę w Municipalu Gwatemala, skąd w 1997 roku trafił do pierwszej kadry tego zespołu. Po 3 latach spędzonych w tej drużynie, zawodnik podpisał w 2000 roku kontrakt z greckim PAS Janina. Stał się on pierwszym piłkarzem z Gwatemali, który grał w jakiejkolwiek lidze europejskiej. Po sezonie gry w tym klubie Ramírez pojechał do Meksyku, gdzie występował on w dwóch klubach: Atlante FC i Jaguares de Chiapas. W sumie w tych klubach zagrał 24 spotkania i strzelił 2 gole.
W roku 2003 Ramírez wrócił do kraju, by ponownie zagrać w Municipalu. Kolejna przygoda z tym klubem trwała 5 lat, z przerwą w 2005 roku, kiedy to Ramírez trafił do Los Angeles Galaxy. Piłkarz w barwach tego klubu rozegrał 24 spotkania i strzelił dwie bramki, został także MVP Pucharu MLS. Ramírez wrócił do swojego macierzystego klubu, ale tam grał jednak rzadko. W roku 2009 zawodnik ten podpisał kontrakt z honduraskim klubem C.D. Marathón. Po roku spędzonym w tym klubie ponownie wrócił do Gwatemali, a w 2011 roku znów grał w lidze Hondurasu, ale tym razem w Motagui Tegucigalpa. W 2012 roku Ramírez był piłkarzem Heredii Jaguares de Peten.

## Kariera reprezentacyjna
W reprezentacji Gwatemali Ramírez zadebiutował w 1997 roku w meczu z Kostaryką. Występował on w 4 mistrzostwach o Złoty Puchar CONCACAF. W swojej karierze reprezentacyjnej Ramírez występował w 102 spotkaniach i strzelił 15 bramek. Zajmuje on pod względem liczby meczów w reprezentacji swojego kraju drugie miejsce, tuż przed Victorem Hugo Monzonem (103 mecze).